# Шедруб Линг
Шедруб Линг (тиб. བཤད་སྒྲུབ་གླིང་, Вайли bshad sgrub gling — «Место изучения и осуществления») — буддийский храм на горе Качканар, в Качканарском муниципальном округе Свердловской области. Основан в 1995 году ламой Санье Тензин Докшитом (М. В. Санниковым). В 2016 году власти хотели снести храм для разработки месторождения железной руды вблизи его местоположения, но впоследствии отложили эти планы. В конце марта 2022 года храмовый комплекс был демонтирован.

## История

### Основание монастыря

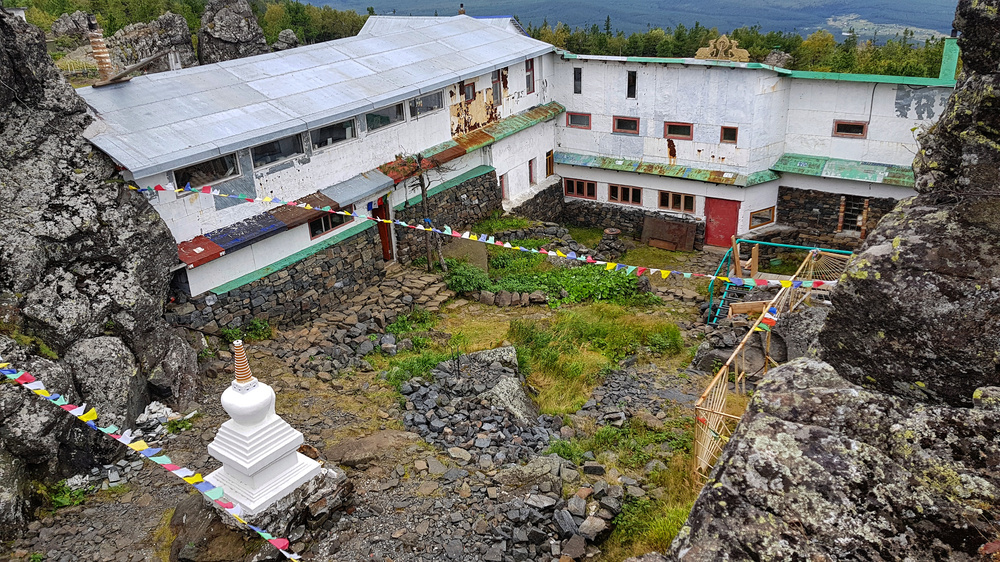

М. В. Санников познакомился с буддизмом в конце 1980-х годов в Афганистане, где он, кадровый офицер, командир спецподраздения, видел на горных перевалах памятники буддийской цивилизации, процветавшей там в домусульманский период. После окончания участия в Афганской войне Санников уволился из армии, отправился в Бурятию, в Иволгинский дацан, став учеником Дарма-Доди Жалсараева. 15 мая 1995 года он приступил к строительству буддийской обители на горе Качканар. По его словам, место для строительства, как и первых учеников, ему указал его учитель.
С 2015 года в Шедруб Линге занимается учебная группа Фонда поддержания Махаянской традиции «Лама Цонкапа», основанная с благословения ламы Сопы Ринпоче.
За 20 лет Шедруб Линг превратился в достопримечательность, притягивающую множество туристов.

### Статус монастыря
«Буддийская традиционная сангха России» не подтверждает обучение Санникова при Иволгинском дацане и присвоение ему сана, ставя под сомнение статус монастыря в качестве религиозного объекта. Некоторые СМИ, ссылаясь на научного сотрудника О. С. Хижняк из Государственного музея истории и религии Санкт-Петербурга, назвали Шедруб Линг сектой.

### Оформление прав на землю
Члены общины много раз пытались легализовать постройки, но права на землю предъявлял Качканарский горно-обогатительный комбинат, чьи карьеры находятся поблизости, а также Департамент лесного хозяйства.
9 февраля 2016 года на сайте Управления Федеральной службы судебных приставов по Свердловской области появилась информация «о предстоящем сносе „буддистского монастыря“ на горе Качканар».
В 2016 году компания «Evraz» предлагала буддистской общине переехать на гору Мохнатка, расположенную в 3 км от Качканара, и обещала помочь с переездом. Члены общины тогда заявляли, что у них нет возможности перевезти ступы. По словам председателя общины Арсения Бахарева, храм был основан в 1995 году на том месте, которое указал бурятский лама. Он добавил, что община неоднократно пыталась оформить документы на землю и обсуждала с властями возможность переезда. В защиту храма также высказались представители туриндустрии и музыкант Борис Гребенщиков, буддолог А. А. Терентьев.
В конце февраля 2016 года власти Свердловской области решили отложить снос монастыря и создать рабочую группу, которая рассмотрит возможность сохранения монастыря.
В 2020 году было подписано соглашение между Евразом, Свердловской областью и общиной, по которому до 1 ноября 2020 года община должна была переехать в посёлок Косья при сохранении доступа к ступам по согласованному с предприятием графику. На организацию переезда через благотворительный фонд было выделено 26 млн рублей, которые община Санникова приняла.
Некоторые СМИ называют общину сектой. В 2020 году появилась петиция, призывающая переселить Санникова и «спасти гору». В ноябре 2020 года появилась информация о том, что Санников отказался покидать свой монастырь.
В конце марта 2022 года постройки комплекса были демонтированы силами Качканарского ГОКа, культовые сооружения были сохранены.